# Parelaphostrongylus tenuis
Parelaphostrongylus tenuis ist ein Fadenwurm, der als Parasit vor allem bei Weißwedelhirschen vorkommt. Er kann auch andere Tierarten befallen und führt bei diesen regelhaft zu tödlichen Erkrankungen durch Schädigung des Gehirngewebes.

## Vorkommen
Der Fadenwurm kommt vor allem bei Weißwedelhirschen vor, bei denen er nur sehr selten eine Erkrankung auslöst. In Fehlwirten löst der Wurmbefall regelhaft eine schwere Erkrankung aus. Als mögliche Fehlwirte sind neben anderen Hirscharten auch Schafe, Ziegen, Lamas und Kamele empfänglich. Auch der Befall von Pferden ist in Einzelberichten dokumentiert.

## Lebenszyklus
Parelaphostrongylus tenuis ist auf Schnecken als Zwischenwirte angewiesen. Huftiere nehmen den Parasiten durch den unabsichtlichen Verzehr von Schnecken auf, welche Larvenstadien des Wurms enthalten. Die Larven durchwandern dann den Darm und gehen über den Blutweg in das zentrale Nervensystem über. Die reifen Würmer legen in den Huftieren Eier, welche in deren Blutstrom, die Lungen und auch das Verdauungssystem übergehen. Aus den Eiern entwickeln sich wiederum Larvenstadien, welche mit dem Kot der Tiere ausgeschieden werden. Aus dem Tierkot gehen sie dann wieder auf die Schnecken über.
In den Fehlwirten reift der Wurm nur sehr selten aus und wird deshalb in der Regel nicht mit deren Kot ausgeschieden.

## Schadwirkung
Bei Fehlwirten befällt der Wurm meist direkt das Gewebe des zentralen Nervensystems, während sich der Befall bei Weißwedelhirschen meist auf die Hirnhäute beschränkt. Bei erkrankten Tieren zeigt sich ein Verlauf mit schwersten Ausfallerscheinungen des zentralen Nervensystems mit Ataxie, Lähmungen, Erblindung und Gewichtsverlust. Stadien des Wurmes können im Kot der Tiere vorkommen oder auch im zentralen Nervensystems des toten Tieres nachgewiesen werden. Eine nachgewiesen wirksame Behandlung ist nicht verfügbar. Über Behandlungsversuche mit verschiedenen Antiparasitika liegen keine ausreichenden Daten vor, um deren Wirksamkeit zu beurteilen.
In Endemiegebieten wird versucht durch die Einfriedung von Weidegebieten die Verschleppung der Parasiten zur Schneckensaison einzudämmen. Ebenso gibt es Versuche, mit regelmäßiger Prophylaxe von Antiparasitenmitteln eine Einnistung des Wurms zu verhindern.